# Valbona (Hiszpania)
Valbona – gmina w Hiszpanii, w prowincji Teruel, w Aragonii, o powierzchni 40,72 km². W 2011 roku gmina liczyła 211 mieszkańców.